# San Ġiljan
San Ġiljan, uitspraak: san djiljan, beter bekend onder de Engelse naam St. Julian's, is een plaats en tevens gemeente op Malta. De plaats, die is gelegen aan de kust van het eiland ten noorden van de hoofdstad Valletta, is gericht op toeristen; met name het uitgaanscentrum Paceville. Er bevinden zich dan ook vele hotels, restaurants en nachtclubs. Het inwoneraantal van San Ġiljan bedraagt 7667 (november 2005).
Voor 1800 was het gebied waar zich nu San Ġiljan bevindt praktisch leeg; de enige bebouwing was het Spinola Palace, een oude kerk en enkele verspreide vissershutjes en kleine boerderijtjes. Tijdens het Britse bestuur van Malta veranderde San Giljan van een onbeduidend dorpje naar een van de belangrijkste kustplaatsen van Malta.
De kerk van San Ġiljan, die gewijd is aan Julianus Hospitator, is gebouwd in het jaar 1580 toen het dorpje nog Qaliet Gnien il-Fieres heette. Toen in 1736 monseigneur Alpheran de Bussan een bezoek aan de kerk bracht, viel het hem op dat men het nu Portus Sancti Juliani noemde: men had het dorp genoemd naar de beschermheilige. San Giljan werd officieel een zelfstandige parochie in 1891.
De feestdag van beschermheilige Sint Julian valt op 12 februari. Vanwege het Maltese gebruik om in ieder dorp tijdens de zomermaanden de jaarlijkse festa te organiseren, wordt op de laatste zondag van augustus een extra dorpsfeest gevierd. De tweede kerk van San Ġiljan is gewijd aan Maria; ter ere van haar wordt eveneens op de laatste zondag van juli een festa gevierd.

## Portomaso
In het toeristencentrum Paceville bevindt zich Portomaso, een onroerendgoedproject met een oppervlakte van 128.000 vierkante meter. Naast luxe appartementen vindt men er ook het Hilton Hotel, een strandclub, een jachthaven en de enige wolkenkrabber van het land: de Portomaso Tower. Met 23 verdiepingen en een hoogte van 98 meter is al vanuit de verte te zien hoe deze wolkenkrabber uitsteekt boven de rest van de bebouwing, die voornamelijk uit laagbouw bestaat. De bouw ervan was dan ook controversieel.

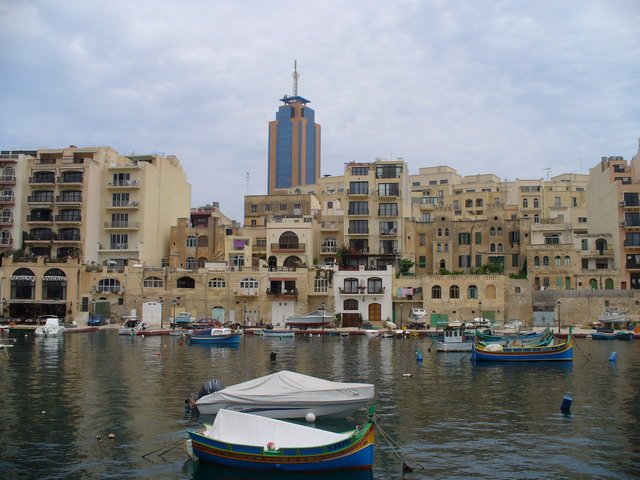
Spinola Bay met op de achtergrond de Portomaso Tower
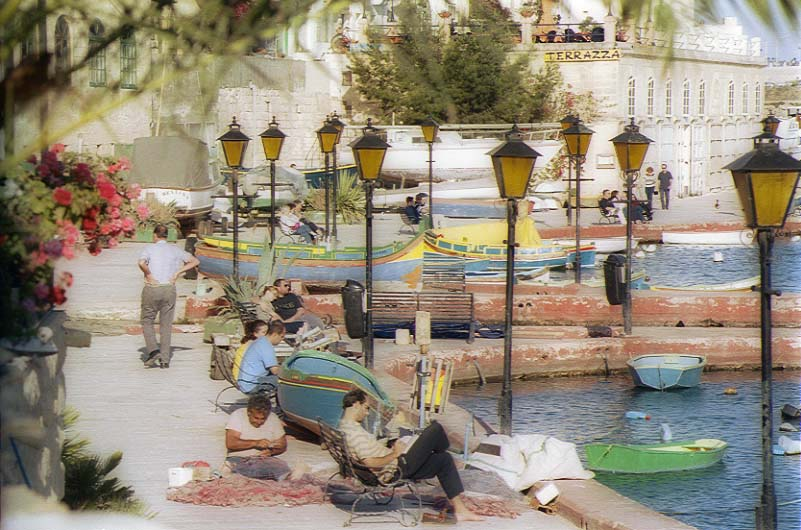
Spinola Bay

## Geboren in San Ġiljan
- Roberta Metsola (1979), (euro)politica; voorzitter van het Europees Parlement sinds 2022